# Raimondo (vescovo)
Raimondo di Monte Chiaro (... – 4 agosto 1173) è stato un vescovo cattolico italiano. Forse arciprete della pieve di Montichiari, venne eletto vescovo di Brescia nel 1153. Nel 1154 assiste alla Dieta di Roncaglia, nel 1156 arbitro di pace tra Brescia e Bergamo. Tenace difensore dei diritti della Chiesa contro Federico Barbarossa, nello scisma del 1160 rimase fedele ad Alessandro III.

## Stemma
D'argento al monte di dieci colli, di verde.